# Сайдис, Уильям Джеймс
Уи́льям Джеймс Са́йдис (англ. William James Sidis; 1 апреля 1898, Манхэттен, Нью-Йорк, США — 17 июля 1944, Бостон, США) — эксцентричный вундеркинд, знаменитый в США в начале XX века, обладавший необычайными математическими, лингвистическими и умственными способностями.

## Биография

### Родители и воспитание (1898—1909)
Родился 1 апреля 1898 года в Нью-Йорке, вырос в семье евреев-иммигрантов из города Бердичев (в то время входил в состав Российской империи, сейчас находится на территории Украины). Уильям был назван в честь своего крёстного отца, Уильяма Джеймса, американского философа, с которым дружил его отец Борис Сайдис. На родине подвергался преследованию по политическим мотивам и провёл 2 года в одиночном заключении. В 1887 году эмигрировал в США, где получил учёную степень доктора медицины в Гарвардском университете, преподавал там психологию, опубликовал ряд книг и статей. Являлся одним из самых значительных психиатров и психологов США своего времени. Основал такое направление, как психопатология, занимался вопросами гипноза и групповой психотерапии, написал книгу «Психология внушения», которая и по сей день считается авторитетным изданием. Борис критиковал деятельность Зигмунда Фрейда и был категорически против «безумной эпидемии фрейдизма, вторгающейся в данное время в Америку». Кроме того, Сайдис критиковал популярную в те годы евгенику и выступал против Первой мировой войны. Борис был полиглотом и смог привить это качество Уильяму в раннем возрасте. Мать Уильяма — Сара Сайдис (Мандельбаум) — окончила медицинский факультет Бостонского университета в 1897 году, но бросила свою карьеру для воспитания Уильяма. 
Родители хотели «сделать» из своего сына гения, используя собственные методы обучения, за которые их критиковали. В возрасте 18 месяцев Уильям смог прочесть газету «Нью-Йорк Таймс», в 6 лет он стал атеистом. До своего восьмилетия написал четыре книги. Его IQ оценивался в районе от 250 до 300 (наивысший зафиксированный IQ в истории).
Всю свою жизнь Уильям Сайдис был социально пассивным человеком. В юном возрасте он решил отказаться от секса и посвятить жизнь интеллектуальному развитию. Его интересы проявлялись в довольно экзотических формах. Он написал исследование по альтернативной истории США. Взрослую жизнь он работал простым бухгалтером, носил традиционную сельскую одежду и увольнялся с работы, как только обнаруживалась его гениальность. Стремясь жить незаметно, он прятался от журналистов.

### Гарвард и жизнь в колледже (1905—1915)
С первой попытки отдать ребёнка учиться в Гарвард Борису не удалось — в 1905 году руководство университета не захотело принимать такого молодого студента. Но через четыре года, когда Уильяму исполнилось 11 лет, он поступил в Гарвард на экспериментальное отделение для одарённых детей, став самым молодым студентом. В его группе учились такие известные личности, как отец кибернетики Норберт Винер, инженер-изобретатель Ричард Бакминстер Фуллер и композитор Роджер Сешнс. В начале 1910 года знания Сайдиса в области высшей математики были настолько глубоки, что его приглашали читать лекции по четырёхмерному пространству в Гарвардском математическом клубе. Профессор Массачусетского технологического института Дэниэл Ф. Комсток пророчил Сайдису грандиозную карьеру учёного-математика и предрекал его будущее лидерство в этой области.
Позже Уильям поступил в Гарвардскую высшую школу искусств и наук. По окончании института в интервью журналисту газеты «Бостон Геральд» он рассказал, что хотел бы жить отшельником, оставаясь холостяком; женщинами, по его словам, он не интересуется. Однако позже у него появилась сильная привязанность к молодой Марте Фоли.

### Преподавательская деятельность и дальнейшее обучение (1915—1919)
После того как группа гарвардских студентов стала угрожать Сайдису физической расправой, родители, чтобы защитить его, нашли сыну должность помощника преподавателя математики в Университете Райса в Хьюстоне, Техас. Уильям приступил к работе в декабре 1915 года в 17-летнем возрасте. Он вёл курс евклидовой геометрии, неевклидовой геометрии и тригонометрии (по евклидовой геометрии он сам написал учебник на греческом языке).
Но не прошло и года, как разочарованный своей работой и плохим отношением к нему студентов, которые были старше него, Уильям вернулся в Новую Англию.
В сентябре 1916 года Сайдис поступил в Гарвардскую школу права, но не окончил её, прервав обучение на последнем году в марте 1919 года.

### Политика и арест (1919—1921)
В 1919 году, вскоре после того, как Сайдис оставил юридический факультет, он был арестован за участие в первомайской демонстрации в Бостоне и приговорён к 18 месяцам тюрьмы. Арест одного из самых юных выпускников Гарварда широко освещался в прессе и быстро сделал Сайдиса местной знаменитостью.
Во время судебного процесса Сайдис называл себя социалистом и заявлял, что отказался от призыва на Первую мировую войну по идейным соображениям (позднее он развил собственную квази-либеральную теорию, основанную на индивидуальных правах и «американской общественной целостности»). Но отцу Сайдиса удалось убедить окружного прокурора не отправлять Уильяма отбывать наказание. Вместо этого родители поместили его в свою психиатрическую клинику в Нью-Гемпшире на год, а на следующий год забрали с собой в Калифорнию. Они стали настаивать, чтобы он изменился, а иначе угрожали отправить сына в обычную психиатрическую больницу.

### Поздние годы (1921—1944)
Проживал в Нью-Йорке отдельно от родителей, долго боялся вернуться в Массачусетс из-за возможного ареста. Работал и занимался коллекционированием. Судился с газетами, публиковавшими статьи о его жизни.
Сайдис умер от внутримозгового кровоизлияния в 1944 году в возрасте 46 лет в Бостоне. Его отец умер от того же недуга в возрасте 56 лет в 1923 году.

## Публикации и темы исследований
Области знаний, по которым остались работы Сайдиса, включают американскую историю, космологию и психологию. Сайдис был собирателем железнодорожных билетов и был погружён в изучение транспортных систем. Под псевдонимом «Франк Фалупа» он написал трактат о железнодорожных билетах, в котором идентифицировал способы увеличения пропускной способности транспортной сети. В 1930 году он получил патент на бессменный бесконечный календарь, который принимал во внимание високосные годы.
Сайдис создал искусственный язык, названый им Vendergood в своей второй книге, озаглавленной «Book of Vendergood», которую он написал в возрасте восьми лет. Язык в большей части основан на латинском и греческом, также он основывался на немецком, французском и других романских языках.

### Список трудов
Книги:
- Passaconaway in the White Mountains. — Boston: Badger, 1916.
- The Animate and the Inanimate. — Boston: Badger, 1925.
- Notes on the Collection of Transfers. — Philadelphia: Dorrance & Comp., 1926.
- The Tribes and the States. — Wampanoag Nation, 1982 (1935).

Статьи:
- Appendix IV. Unconscious Intelligence // Sidis, Boris. Symptomatology, Psychognosis, and Diagnosis of Psychopathic Diseases. — Boston: Badger, 1914. — P. 432—439.  (перевод на русский )
- A Remark on the Occurrence of Revolutions // Journal of Abnormal Psychology. — 1918. — Vol. 13. — P. 213—228.

## Оценка
У. Дж. Сайдис оценивается некоторыми биографами как самый одарённый человек на Земле. Моменты из биографии, породившие это мнение:
- На четвёртом году жизни он прочёл Гомера в оригинале.
- В шесть лет изучил аристотелевскую логику.
- Между 4 и 8 годами написал 4 книги, включая одну монографию по анатомии.
- В семь лет сдал экзамен Гарвардской медицинской школы по анатомии.
- К 8 годам Уильям знал 8 языков — английский, латынь, греческий, русский, иврит, французский, немецкий и ещё один, который он изобрёл сам.
- В зрелой жизни Уильям свободно владел 40 языками (по утверждениям некоторых авторов, это число достигало 200).
- В 11 лет поступил в Гарвардский университет и вскоре уже читал лекции в математическом клубе Гарварда.
- В 16 лет окончил Гарвард с отличием.

Некоторые критики используют У. Дж. Сайдиса как наиболее показательный пример того, что вундеркинды рискуют не достичь успеха в зрелом возрасте.